# Robert Rayford
Robert Rayford (né le 3 février 1953 à Saint-Louis (Missouri) et mort le 15 ou 16 mai 1969, selon les sources, dans la même ville), connu à l'époque comme Robert R. du fait de son âge, est un adolescent américain qui est le premier patient confirmé du SIDA aux États-Unis. 
Sa maladie et sa mort furent à l'époque un mystère pour le corps médical, incapable d'expliquer ses symptômes. Ce n'est qu'en 1987 qu'il a été prouvé que sa maladie était le SIDA.

## Maladie
Fin 1968, Robert Rayford est admis à l'hôpital Barnes-Jewish à Saint-Louis (Missouri). Ses jambes et ses parties génitales sont couvertes de verrues et boutons. Il porte de nombreuses lésions cancéreuses d'un type rare, la maladie de Kaposi. Il présente aussi un gonflement des testicules et du pelvis, lequel atteindra plus tard les jambes, d'où un diagnostic - erroné - de lymphœdème. Il est émacié, faible, pâle et il présente une insuffisance respiratoire et des hémorroïdes. Robert Rayford informe les médecins que ces symptômes ont commencé 18 mois auparavant. Les tests montrent une forte infection par un chlamydia, qui s'est disséminée dans tout son corps et que son système immunitaire combat à peine. Il refuse un examen rectal demandé par les médecins. Ceux-ci pensent qu'il est un homosexuel passif.
Fin 1968, l'état du patient semble stabilisé ; mais en mars 1969, les symptômes sont revenus et amplifiés. Ses difficultés respiratoires sont augmentées, et il présente un fort déficit en globules blancs. Les médecins déterminent que son système immunitaire est défaillant. Il meurt d'une pneumonie le 15 mai 1969 après une forte poussée de fièvre.

## Autopsie
Une autopsie, dirigée par le Dr William Drake, montre plusieurs anomalies. De petites lésions pourpres sont découvertes sur la cuisse gauche et certains tissus mous du défunt. Drake attribue ces lésions au sarcome de Kaposi, un type de tumeur rare qui affectait alors principalement des hommes âgés d'origine méditerranéenne ou juive ashkénaze. Le sarcome de Kaposi sera plus tard identifié comme une maladie opportuniste liée au SIDA.
Ces découvertes surprennent les médecins présents, et un article sur ce cas sera publié dans le journal médical Lymphology en 1973. Après l'autopsie, des échantillons de sang et de tissus furent conservés congelés à l'université d'Arizona et au laboratoire du docteur Memory Elvin-Lewins, membre de l'équipe ayant procédé à l'autopsie.

## Recherches plus récentes

### Tests
En 1984, quand le VIH fut pour la première fois découvert (à l'époque appelé HTLV-3) et que la maladie se répandait rapidement parmi les homosexuels masculins de New York et Los Angeles, le docteur Marlys Witte, qui avait été l'un des médecins de Rayford et assisté à son autopsie, pense à faire le rapprochement entre cet ancien cas et la nouvelle épidémie. Il procède à un test VIH sur l'un des échantillons préservés, mais ce premier test est négatif. Trois ans après, en juin 1987, Witte procède à un nouveau test de type Western blot, la méthode la plus précise alors disponible. Cette fois, le test est positif pour les anticorps de chacune des neuf protéines détectables du HIV. Un second test confirme ce résultat. La nouvelle est reprise dans Chicago Tribune en octobre 1987, sous le titre « Case Shakes Theories of AIDS Origin ».

### Impact sur la recherche de l'origine du SIDA
Robert Rayford affirma n'avoir jamais reçu de transfusion sanguine. Sa contamination était donc très probablement de type sexuel. Il n'avait jamais voyagé hors du Midwest américain, ce qui indiquerait donc une présence du SIDA sur le sol américain avant 1966. De plus, Rayford n'avait jamais visité de ville cosmopolite telles que New York ou Los Angeles, ou San Francisco, où le VIH/SIDA fut signalé en premier aux États-Unis. Les médecins qui ont enquêté sur ce cas dans les années 1980 ont spéculé que Rayford a été un prostitué masculin. Cette supposition fut faite alors que la communauté médicale pensait que l'incubation du SIDA (entre l'infection et les premiers symptômes) durait 24 à 30 mois, on sait aujourd'hui qu'elle est plus longue.
D'autres recherches sont devenues impossibles : en effet, les derniers prélèvements des tissus de Robert Rayford, stockés à La Nouvelle-Orléans, ont été détruits en 2005 à cause de l'ouragan Katrina.